# PediaPress

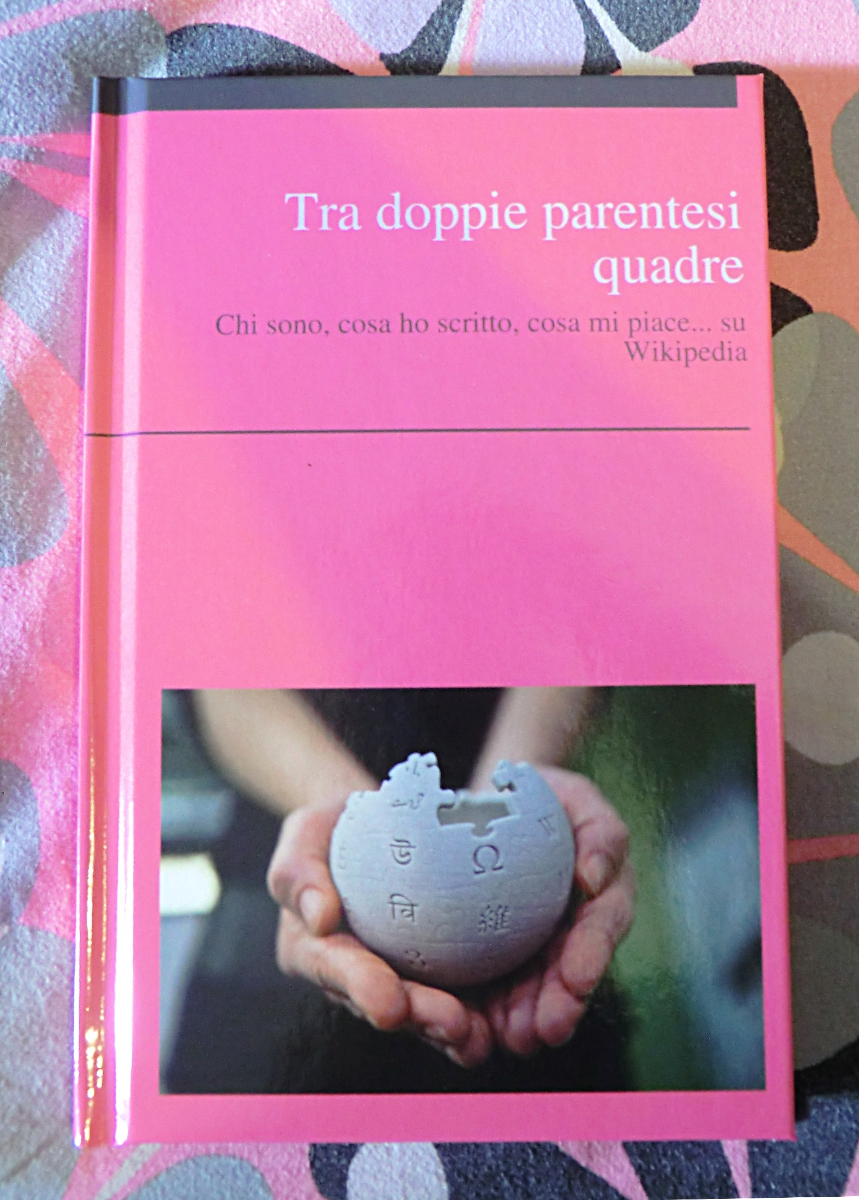
Libro realizzato con PediaPress.

PediaPress è un'azienda con sede a Magonza, in Germania, che si occupa dello sviluppo di software open source e di stampa.
Offre un servizio via web che permette la creazione di libri personalizzati da pagine wiki che possono essere stampati con un servizio a pagamento di stampa su richiesta oppure scaricati gratuitamente sul proprio pc. A partire dal 2012 è possibile scaricarlo anche in formato epub.
PediaPress e la Wikimedia Foundation hanno stretto accordo di collaborazione dal dicembre 2007. Per ogni libro la Wikimedia Foundation riceve il 10% del prezzo di vendita.